# Gito Rollies
Gito Rollies, vollständiger Name Suratmi (* 1. November 1947 in Biak; † 28. Februar 2008 in Jakarta) war ein indonesischer Sänger und Schauspieler.

## Diskografie

### Alben
- Goyah
- Permata Hitam
- Astuti
- Tuan Musik
- Jarum Neraka
- Aku
- Putri Ayu
- Perasaan
- Sederhana tapi nyata
- Nona